# Banque islamique du Qatar
Pour les articles homonymes, voir BIQ.
 (avril 2025).
Améliorez-le ou discutez des points à vérifier. 

Logo

La Banque islamique du Qatar (BIQ), créée en 1982, est la première institution financière islamique au Qatar. Les opérations et produits financiers qu’elle propose sont évalués par un Conseil de la Charia, qui a pour tâche de vérifier que la Banque adhère aux principes de la finance islamique. En volume de prêts, la BIQ est la plus importante institution financière du pays à se soumettre à la Charia. 

## Aperçu
La BIQ est la plus grande banque islamique au Qatar. Elle détient plus de 35 % du marché de la finance islamique et 9 % du marché bancaire dans son ensemble. L’institution a plus de 170 000 clients particuliers et plus de 3000 entreprises clientes. Elle dispose de 32 agences réparties sur l’ensemble du territoire qatari, dont certaines disposent de salles réservées aux femmes d’autres espaces privés dédiés aux clients particulièrement aisés. La banque a par ailleurs installé environ 175 guichets automatiques distribuant des billets mais permettant aussi aux clients de faire des opérations de base.

## Actionnaires majoritaires
Qatar Investment Authority (QIA) est l’actionnaire majoritaire de la BIQ. Les autres actionnaires sont des familles et des particuliers qataris ainsi que d’autres investisseurs institutionnels de moins grande envergure. La BIQ est cotée en bourse à Doha. 

## Histoire et acquisitions
En 1982, la BIQ est créée avec un capital de 25 millions de Riyals Qatariens (QR). La banque a ouvert sa première agence destinée à accueillir le public en juillet 1983.
En 1989 arrive la création d’Al Jazeera Finance détenue à 30 % par BIQ. 
En 1996, le capital de BIQ grimpe à QR 200 millions et en 1998, la banque est cotée en bourse. 
En 2000, la banque crée Aqar, détenue à 49 % par BIQ. 
Arab Finance House (détenue à 37 % par BIQ) est créée à Beyrouth en 2003. 
En 2005, Asian Finance Bank (détenue à 41,67 % par BIQ). BIQ dispose alors de huit agences et son capital atteint QR 663 millions. En 2006, son capital passé le seuil du milliard de QR. 
QInvest (détenue à 46,96 % par BIQ) et Bawabat Al-Shamal (une société d’investissement dans l’immobilier) sont formés en 2007.
BIQ commence son expansion à l’international avec la création d’une succursale détenue à 70 % par BIQ et nommée « QIB-UK » au Royaume-Uni en 2008. 
BEEMA, détenue à 25 % par BIQ, voit le jour en 2009. Le capital de la Banque atteint alors les QR 2,06 milliards.
En 2010, BIQ lance un sukuk d’une valeur de 750 millions USD, et le capital de la banque grimpe à QR 2,36 milliards en 2011. 

## La BIQ à l’international
La BIQ a désormais pour ambition de conquérir les marchés de la finance islamique à l’étranger. Sa succursale QIB International gère ses opérations hors du Qatar. Ainsi, en décembre 2015, QIB International a conclu un accord avec la banque marocaine CIH Bank (Crédit Immobilier et Hôtelier) visant à créer une filiale commune proposant des services financiers islamiques sur le marché marocain. QIB International contrôlera 40 % de la nouvelle entité qui devrait commencer ses opérations courant 2016.
En mai 2017, la direction de la Qatar International Islamic Bank informe du lancement effectif de son partenariat au Maroc. Il est concrétisé par l’ouverture d’Umnia Bank, une banque qui est le résultat du partenariat entre la banque CIH et la Caisse de dépôt et de gestion (CDG), marocaine.

## Controverses

### Correspondants bancaires

#### Al-Rajhi Bank
L’une des plus grosses banques privées d’Arabie Saoudite proposant des services de crédit en conformité avec la Charia, cette banque a fait l’objet de plusieurs enquêtes par les autorités américaines pour ses liens avec les attentats du 11 septembre 2001. 
L’un des fondateurs de la banque, Sulaiman bin Abdulaziz al-Rajhi, apparaît sur la liste surnommée « The Golden Chain » donnant les noms de vingt personnes ayant fourni un soutien financier à Al-Qaïda depuis ses débuts. 
La branche américaine de la banque HSBC a choisi de rompre ses relations avec Al-Rajhi Bank dès 2005. JP Morgan en a fait de même en 2013. 

#### Islami Bank Bangladesh Limited
Selon le rapport d’audition du sénat américain « US vulnerabilities to Money Laundering, Drugs, and Terrorist Financing » du 17 juillet 2012, l’Islami Bank compte parmi ses clients des militants du groupe islamiste Abou Sayyaf et du Hamas. 

#### Jordan Islamic Bank
Le Illinois State Board of Investments, autorité de régulation financière de l’État américain de l’Illinois, interdit en 2013 les placemnts auprès de la Jordan Islamic Bank qui figure elle aussi parmi les correspondants de la BIQ. 
En effet, au milieu des années 1990, cette banque a participé à la fondation de la Al-Aqsa Islamic Bank, une organisation basée aux États-Unis et prenant part au financement du Hamas. Al-Aqsa est aussi associée au milliardaire saoudien Saleh Abdullah Kamel, dont le nom apparaît sur la liste « The Golden Chain ».

#### Faisal Islamic Bank
Selon le témoignage d’un membre repenti d’Al-Qaïda, Jamal Ahmed Mohamed al-Fadl, cette banque est impliquée dans la gestion des comptes en banques d’agents de son ancien réseau terroriste. 
Elle aurait aussi fourni un soutien financier conséquent à Hassan al-Tourabi, l’un des plus importants leaders du mouvement islamiste au Soudan. 

### Présidence du conseil de surveillance de la Charia
Youssef al-Qaradawi a tenu le rôle de président du conseil de surveillance de la Charia au sein de la banque jusqu’en 2010, selon des documents rendus publics par la BIQ elle-même. 
Al-Qaradawi, théologien sunnite d’origine égyptienne et réfugié au Qatar, a publié plus de 120 ouvrages. Il anime une émission sur la chaîne d’informations financée par le gouvernement qatari Al Jazeera depuis 1996. Il entretient des relations étroites et notoires avec les Frères musulmans et sa pensée sert d’inspiration directe au mouvement. 
Malgré sa popularité dans le monde arabe, ses positions souvent radicales et ses liens avec des organisations islamistes extrémistes ont fait de lui une figure très controversée. Ainsi, il est à la tête de l’organisation non gouvernementale Union of Good, connue pour avoir soutenu le Hamas et désignée comme organisation terroriste par le département du Trésor des États-Unis dès 2008. 
Al Qaradawi est interdit de séjour au Royaume-Uni, aux États-Unis et en France. En 2004, il apparaît sur la liste des « cheikhs de la mort » dressée par 2 500 intellectuels provenant de 23 pays et transmis aux Nations unies. Les auteurs du texte estiment qu’il manipule la religion musulmane pour inciter à la violence.